# Pterocarya fraxinifolia
Il noce del Caucaso (Pterocarya fraxinifolia (Poir.) Spach) è una specie di albero appartenente alla famiglia Juglandaceae. È nativo dell'Armenia, Azerbaigian, Georgia, Iran, Russia e Turchia. È stato introdotto in Francia nel 1784 dal botanico francese André Michaux e in Gran Bretagna dopo il 1800, oltre che in Italia, Belgio e Tagikistan.

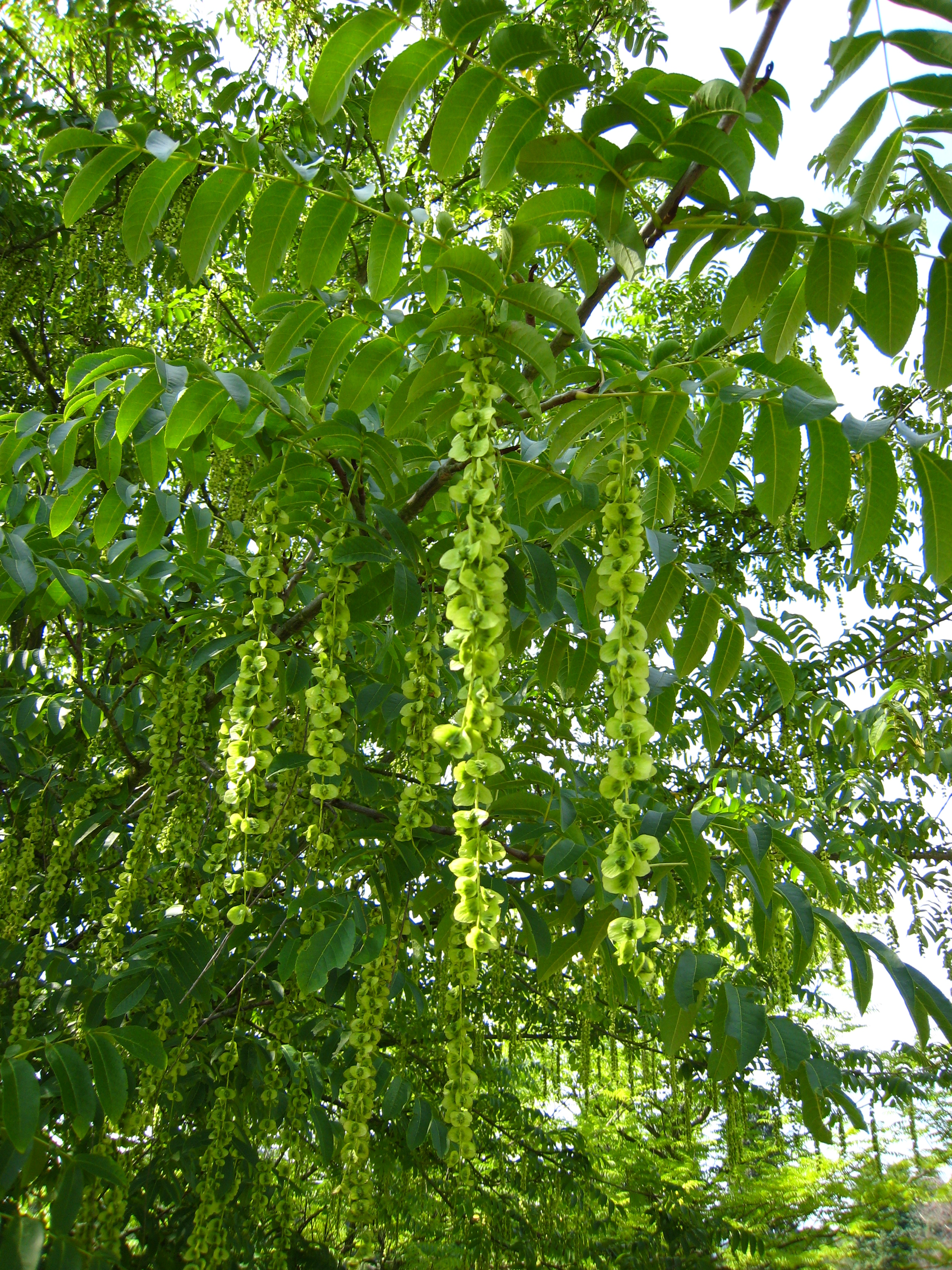
Pterocarya fraxinifolia